# John Beckwith

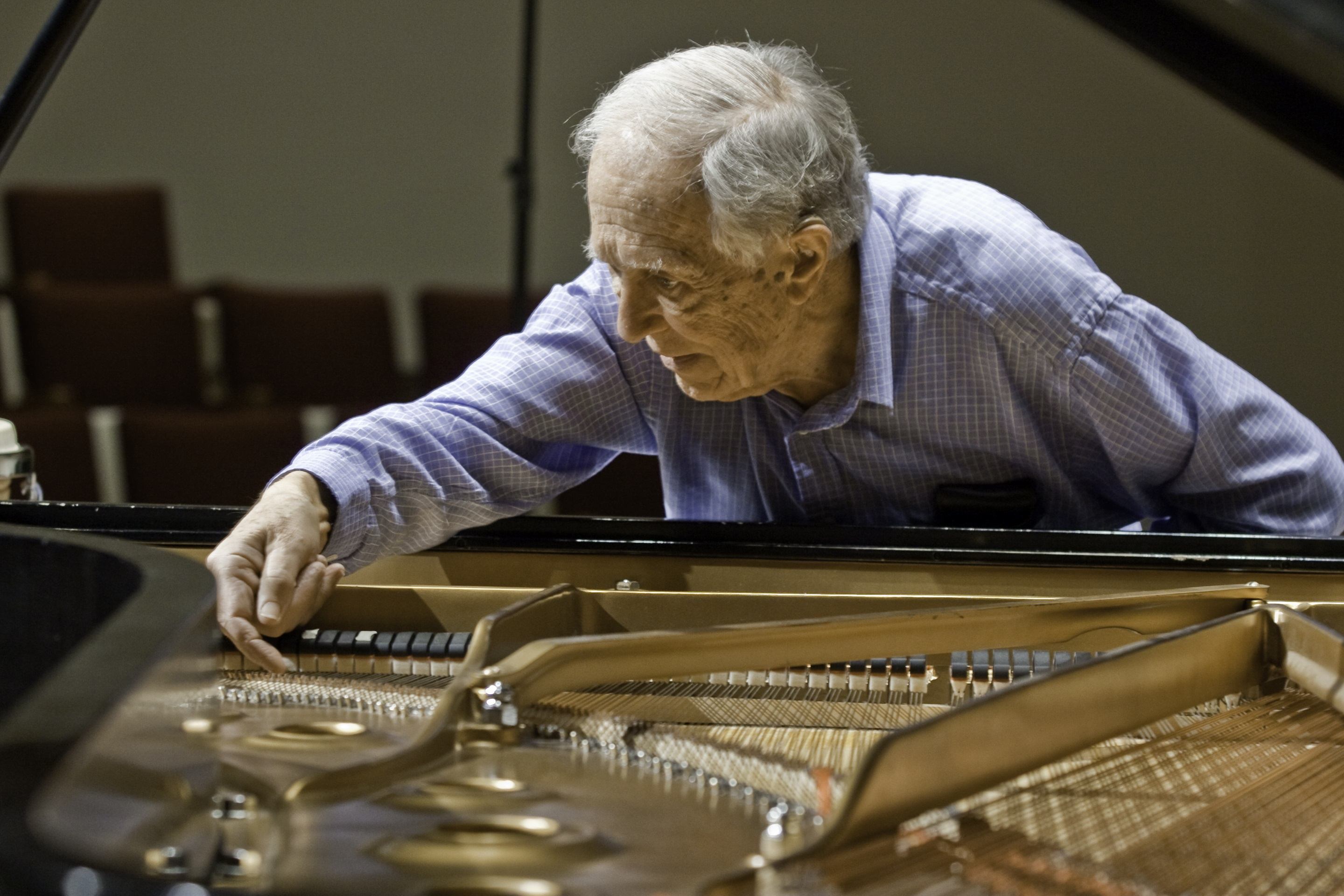
John Beckwith

John Beckwith, CM (* 9. März 1927 in Victoria, British Columbia; † 5. Dezember 2022  in Toronto) war ein kanadischer Komponist, Pianist und Musikjournalist.

## Leben
Seine Vorfahren siedelten sich 1760 in Nova Scotia an. Beckwiths Eltern förderten ihn musikalisch. Er sang im Kirchenchor und lernte mit sechs Klavier bei Ogreta McNeill. Ab 1945 studierte er mit Hilfe eines Stipendiums Klavier bei Alberto Guerrero am Royal Conservatory of Music in Toronto. Dort war er Mitglied des Künstlerkreises um James Reaney.
Als Preisträger der Canadian Amateur Hockey Association studierte er von 1950 bis 1951 Komposition bei Nadia Boulanger in Paris. Außerdem gehörten in Kanada Wadada Leo Smith und John Weinzweig zu seinen Lehrern.
Beckwith arbeitete als Rezensent für The Globe and Mail und als Musikkritiker für den Toronto Star. Außerdem war er Programmsprecher für die Canadian Broadcastin Corporation. Er schrieb für den Rundfunk Music in Our Time, The World of Music und The Music of Chopin sowie Dokumentationen zu Hindemith, Boulez, Bartók und Berlioz. Darüber hinaus war er Herausgeber des Canadian Music Journal. 
Ab 1952 lehrte er an der University of Toronto. Von 1970 bis 1977 war er Dekan der Fakultät für Musik. Zu seinen Schülern gehören William Aide, Robert Aitken, Brian Cherney, Gustav Ciamaga, Omar Daniel, Beverley Diamond, Ben McPeek, John Fodi, Edward Laufer, Bruce Mather, Clifford Ford, Clark Ross, Timothy Sullivan, James Rolfe und Chan Wing-wah. 1984 gründete er das Institute for Canadian Music. 1992 war er Gastprofessor in Australien und 1997 an der University of Alberta. 1996 wirkte er als Gastkomponist an der Musicarama in Hongkong.
Von 1973 bis 1974 war er Vorsitzender des Council of Ontario Universities sowie u. a. Vorstandsmitglied der Ten Centuries Concerts, des Canadian Music Centre, der Encyclopedia of Music in Canada, der Music Promotion Foundation, der New Music Concerts, von PRO Canada und der Sir Ernest MacMillan Memorial Foundation. In den 50er und 60er Jahren war er Sekretär der Canadian League of Composers.
Beckwith war 1981 Mitgründer der Canadian Musical Heritage Society und gestaltete Music at Sharon mit. 1984 stellte er ein Musikprogramm zum 150. Jubiläum der Stadt Toronto zusammen. Es traten die Elmer Iseler Singers, Rosemarie Landry, Mark DuBois, James Campbell, Nelson Lohnes und Lawrence Cherney auf.
Als Komponist bekam er Aufträge bekannter Institutionen (u. a. National Ballet of Canada, Victoria Symphony Orchestra, Winnipeg Symphony Orchestra).
Er starb am 5. Dezember 2022 im Alter von 95 Jahren in Toronto.

## Werke
Er verfasste mehr als 130 Kompositionen.

## Auszeichnungen
Beckwith ist Träger der Canadian Music Council Medal (1972). 1987 erhielt er den Order of Canada. Zudem wurde er von der McGill University, der Mount Allison University, der Queen’s University, der University of Victoria und der University of Guelph mit Ehrendoktorwürden ausgezeichnet. Die Canadian Conference of the Arts überreichte ihm 1996 das Ehrendiplom. 1999 wurde er Ehrenmitglied der Canadian University Music Society.